# Padang Rubek
Padang Rubek is een bestuurslaag in het regentschap Nagan Raya van de provincie Atjeh, Indonesië. Padang Rubek telt 1283 inwoners (volkstelling 2010).